# Радянский сельский совет (Белозёрский район)
Радянский сельский совет (укр. Радянська сільська рада) — входит в состав Белозёрского района Херсонской области Украины.
Административный центр сельского совета находится в посёлке Радянское.

## История
- 1922 — дата образования.

## Населённые пункты совета
- пос. Радянское
- пос. Дослидное
- пос. Мирное
- пос. Молодецкое
- с. Грозовое
- с. Парышево